# Erioptera (Teucherioptera) chrysocomoides
Erioptera (Teucherioptera) chrysocomoides is een tweevleugelige uit de familie steltmuggen (Limoniidae). De soort komt voor in het Nearctisch gebied.